# Таскудук (Павлодарская область)
Таскудук (каз. Тасқұдық) — упразднённое село в Иртышском районе Павлодарской области Казахстана. Входило в состав Косагашского сельского округа. Код КАТО — 554647300. Ликвидировано в 2015 г.

## Население
В 1999 году население села составляло 148 человек (72 мужчины и 76 женщин). По данным переписи 2009 года, в селе проживало 20 человек (13 мужчин и 7 женщин).